# Elephant Stone (gruppo musicale)
Gli Elephant Stone sono una band originaria di Montréal, Canada. Capitanati da Rishi Dhir (ex The High Dials), lo stile della band incorpora aspetti della musica tradizionale indiana includendo nei loro brani strumenti quali il sitar, la tabla, e la dilruba.

## Discografia

### Album
- 2009 - The Seven Seas
- 2013 - Elephant Stone (Elephant Stone)|Elephant Stone
- 2014 - The Three Poisons
- 2016 - Ship of Fools
- 2020 - Hollow
- 2024 - Back Into The Dream

### EP e singoli
- 2010 - The Glass Box EP 12"
- 2012 - Love the Sinner, Hate the Sin b/w Strangers 7"
- 2015 - ES3PRMX

## Formazione

### Membri ufficiali
- Rishi Dhir – voce, basso elettrico, sitar
- Jean-Gabriel Lambert – chitarra, cori
- Miles Dupire – batteria, cori
- Stephen "Le Venk" Venkatarangam – farfisa, synth, cori

### Ospiti/musicisti in studio
- Shawn Mativetsky – tabla
- Pt. Vinay Bhide – canto hindu
- Monica Gunter – viola (strumento musicale)